# Nguyễn Phúc Hồng Tập
Nguyễn Phúc Hồng Tập (阮福洪槢, ? - 1864) gọi tắt là Hồng Tập, khi bị tội phải cải sang họ mẹ nên được gọi là Võ Tập hay Vũ Tập (武槢); là con trai của Phú Bình Công Nguyễn Phúc Miên Áo, là cháu nội vua Minh Mạng và là em chú bác với Nguyễn Phúc Hồng Nhậm tức vua Tự Đức.
Về thân thế, sử nhà Nguyễn biên chép về ông rất ít, chỉ biết ông là một trong số những người cầm đầu cuộc nổi dậy tại Kinh thành Huế vào năm 1864.

## Cuộc nổi dậy năm 1864

### Nguyên do
Năm Nhâm Tuất (1862) triều đình Huế ký hòa ước với thực dân Pháp. Trong số 12 điều khoản, có khoản 3 ghi nhường trọn chủ quyền cho Pháp ba tỉnh ba tỉnh là Gia Định, Định Tường, Biên Hòa và đảo Côn Lôn cho Pháp.
Chính điều khoản này đã gây rất nhiều công phẫn trong các tầng lớp xã hội Việt Nam. Sách Việt sử tân biên cho biết: 
Một việc đã xảy ra và chưa từng có từ trước đến giờ là thái độ của các khóa sinh thi Hương ở các trường Thừa Thiên, Nghệ An, Hà Nội và Nam Định. Họ đã biểu tình để tỏ lòng bất mãn đối với Hòa ước 1862 mấy lần khiến triều đình phải dùng quân đội đến đàn áp mới yên. Ngay ở kinh thành nhiều quan lại và tôn thất cũng ra mặt phản kháng và muốn lật nhào ngai vàng của vua Dực Tông (Tự Đức) hầu mở một lối thoát cho thời cuộc nước nhà...

### Diễn biến
Theo Mark W. McLeod, thì:
Nguyễn Văn Viên (một sĩ phu Bình Định) và phò mã Trương Văn Chất (con trai tổng đốc Trương Văn Uyển) khi nghe được các điều khoản của bản hiệp ước năm 1862, đã dâng sớ lên Tự Đức, thúc dục nhà vua hãy loại trừ những người Việt theo đạo Da Tô (Thiên Chúa Giáo), và đề nghị các chiến lược tấn công quân đội Pháp. Khi các sự thỉnh cầu bị nhà vua bác, họ đã quyết định thực hiện các mục tiêu của họ mà không có sự chấp thuận của triều đình...
Hai người giành được sự ủng hộ của một số văn thân và quan chức "chủ chiến". Và nhóm đã đề ra kế hoạch là kêu gọi sự hành quyết tức thời các quan lại "phe chủ hòa" tại triều đình, kể cả ông Phan Thanh Giản. Loại trừ xong, phe nổi dậy sẽ thành lập các đội quân tình nguyện để tấn công các làng theo đạo Da Tô ở các vùng phụ cận kinh đô và ở các tỉnh thuộc miền Trung và miền Bắc. Sau đó, sẽ tấn công người Pháp tại miền Nam. Vua Tự Đức sẽ được phải lựa chọn một trong hai hoặc là ủng hộ kế hoạch chống Pháp và bài đạo Da Tô, hoặc là phải nhường ngai vàng cho một hoàng thân họ Nguyễn khác, mà người đó có thể là Hồng Tập...
Theo Phạm Văn Sơn, thì:
Nhân cơ hội lòng dân đang căm phẫn, Hồng Tập cùng phò mã Trương Văn Chất và một người dân tên Nguyễn Văn Viện (người Bình Định, trước đã vào kinh dâng bản điều trần nói có kế sách không cần tới súng đạn cũng đẩy lui được tàu Tây và không cần chém giết tú dân  cũng sẽ bỏ đạo). Ngầm lập đảng định giết đại thần Phan Thanh Giản và Trần Tiễn Thành rồi cùng chia nhau đi các nơi giết dân theo đạo Thiên Chúa.
Ngày hẹn khởi sự đó là đêm mùng 2 tháng 7 (ngày 3 tháng 8 băm 1864), quân của Hồng Tập chia làm 4 đạo, một đạo có nhiệm vụ vào thành trước để bắt sống Phan Thanh Giản, ba đạo kia sẽ kéo đến Kim Luông, An truyền và An Hòa là những vùng có nhiều giáo dân. Họ hẹn nhau hễ nghe tiếng súng đại bác trong thành bắn lên thì cuộc bạo động bùng nổ. Nhưng đạo quân đi bắt họ Phan kéo vào thành thấy việc canh gác nghiêm mật nên phải rút lui và cũng không dám nổ súng là hiệu.
Dẫu sao thì việc cũng bại lộ, cả bọn đều bị bắt giam giao cho Tôn nhân phủ và đình thần tra xét

### Kết cuộc
Ngoài trọng phạm là Hồng Tập và Nguyễn Văn Viên còn có các tội phạm, như: Nguyễn Phúc Hồng Tý con của Vĩnh Tường quận vương (con thứ năm của vua Minh Mạng), Lương Trình là con Kiến An Vương (con thứ năm của vua Gia Long, tên tục là Hạo), phò mã Trương Văn Chất, Tôn Thất Thanh, Tôn Thất Thừa, Tôn Thất Khiêu, Tôn Thất Thân, hiệp quản Lê Trở, suất đội Bùi Viết Tán, tú tài Trương Văn Quỳnh (cháu tổng đốc Trương Văn Uyển), giáo đường thơ lại Phạm Lương...
Theo đình nghị: Hồng Tập tuy chưa thực hành, nhưng tội bội phản đã rõ, Nguyễn Văn Viện tội thủ mưu. Cả hai đều bị khép án lăng trì, thân nhân bị bắt giam và bị tịch thu tài sản. Trương Văn Chất phạm tội chiêu binh lập đảng phải bị xử trảm bêu đầu…Còn các tội nhân khác, nhẹ nhất cũng bị xung quân hoặc bị làng quản thúc.
Bản án dâng lên, được vua Tự Đức phê giảm xuống một bậc. Tuy vậy Võ Tập (tức Hồng Tập. Lúc này các tôn thất phạm tội đã phải đổi qua họ mẹ) vẫn bị cáo buộc về tội dựa vào cớ khác để mưu đồ đại sự và Nguyễn Văn Viên bị cáo là gian hiểm, đều chuẩn cho xử trảm bêu đầu. Còn Trương Văn Chất, Trần Thanh (Tôn Thất Thanh), Đặng Khiêu (Tôn Thất Khiêu), Nguyễn Thân (Tôn Thất Thân) được hưởng trảm giam hậu, tức hoãn tội chết chém để xét lại.
Tháng chạp cùng năm (1864), không rõ ngày, các phạm nhân trong số đó có Hồng Tập, Nguyễn Văn Viện và Trương văn Chất (vì không thể khoan dung) bị giải ra chém chết ở bãi chém An Hòa, còn được gọi là cống chém An Hòa, ở phía tây bắc Kinh thành Huế.
Năm sau nhân buổi hạn hán, cầu đảo không có kết quả, các đại thần là Phan Duy Kiêm, Trần Gia Huệ và Biện Vĩnh dâng sớ xin vua tẩy oan hoặc khoan giảm cho những kẻ đã chết, hầu khôi phục hòa khí thiên nhiên lại. Ba ông này lấy lý rằng: Võ Tập trước đây chỉ vì nóng nảy, không am hiểu lý do hòa nghị giữa triều đình với Pháp nên phạm tội, đó là nghĩa phận chứ không chủ tâm phản nghịch. Tự Đức xem xong tờ sớ liền cho hỏi, thì mới biết lý ấy chính là câu nói của Hồng Tập trước khi bị chém với tri huyện Hương Trà tên Hoàng Diệu, và ba ông đã nghe chính viên quan này thuật lại. Nhà vua quở trách rằng: Án này đã được xét đi xét lại mấy lần, vậy mà còn có kẻ bình luận đến sự công nghị...
Vài hôm sau, cả ba viên quan trên và Hoàng Diệu đều bị giáng chức.

## Nhận xét
- Phạm Văn Sơn:

Thiết tưởng chưa nên coi các vụ bạo động đều có mục đích tư lợi như các sử thần nhà Nguyễn đã nói. Có thể vì bất mãn với chính sách "dĩ hòa vi quý" của triều đình mà bùng nổ… Và nó phải được coi là sự phản ảnh nỗi bất bình của các tầng lớp dân chúng trước tình thế suy vong của quốc gia. Tại Trung Kỳ, vụ Hồng Tập đáng được xét đoán rộng rãi như vậy.
Và nhìn vào nội dung bản án thì từ vua Tự Đức đến các triều thần đều cho vụ Hồng Tập là một vụ mưu phản hơn là do chính kiến bất đồng về quốc sự nên mới gia hình nặng nề đến như vậy…
- Bùi Quang Trung:

Cuộc khởi loạn này (vụ Hồng Tập) có một ý nghĩa sâu xa chính trị, vì là từ kinh đô cho đến các tỉnh xa xôi, một phần lớn sĩ phu và triều thần cho đến các hoàng thân đều chán ngán chánh sách yếu hèn của Tự Đức về mặt đối ngoại. Cuộc khởi loạn này đã được sự ủng hộ của các giới ấy, rất tiếc là không thành công. Nếu thành công biết đâu lịch sử Việt Nam chẳng thay đổi phương hướng, sự suy tàn của triều đình biến thành một cuộc tái sinh cho quốc gia!..

## Sử liệu liên quan
Trích thư của Súy phủ Sài Gòn gửi Bộ Ngoại giao Pháp ngày 14 tháng 2 năm 1863:
Sau khi chúng ta chiếm đóng ba tỉnh Nam Kỳ...các dòng họ và nhân vật có tên tuổi tại triều đình Huế chia làm hai nhóm: Một nhóm do ông Phan Thanh Giản, một trong những sứ giả đã ký hòa ước với ta cầm đầu. Họ nghĩ rằng chẳng thà "ngăn lửa không cho cháy lan chỗ khác" để lập lại sự an ninh và thịnh vượng cho những vùng còn lại...Một nhóm khác, do ông Trương Đăng Quế, Giám đốc sở Thương bạc, thì cho rằng dầu bị thiệt hại và hy sinh đến đâu cũng phải tiếp tục trường kỳ kháng chiến với chúng ta, như vậy mới hy vọng được chúng ta mỏi mệt và chán ngán rồi bỏ xứ mà đi. Hiện thời nhóm thứ nhì hình như thắng lợi, cho nên tính mạng của ông Phan Thanh Giản bị đe dọa nặng nề...
Ghi chép của Giám mục Pellerin tại Huế ngày 17 tháng 9 năm 1864:
Có một cuộc âm mưu lớn lao xảy tại đế đô. Cuộc âm mưu này do gần bốn ngàn nho sĩ đang tụ họp tại kinh thành để thi hương, gần phân nửa hoàng thân quốc thích và một vài quan lại...Họ muốn tiêu diệt cả người Âu châu và người theo đạo Da Tô. Nếu công việc của họ thành tựu tại đây thì họ sẽ tiếp tục hành động ở các tỉnh khác, còn nếu nhà vua có cản trở họ, thì họ sẽ phế nhà vua và đem một hoàng thân lên thay thế. Người ấy có lẽ là công tử Hồng Tập, con của Phú Bình Công, một trong ba hoàng thân có tiếng tăm. Kế hoạch của họ là: người thì lo chiêu tập quân lính, người thì ra lịnh khởi công, người thì lo mở cửa thành v.v...Khi nhà vua bị hạ rồi, thì họ ra tay tiêu diệt các người theo đạo Da Tô, sau đó họ sẽ đem tất cả lực lượng quân đội xuống Nam Kỳ để đánh đuổi người Lang Sa (Pháp) ra khỏi xứ. Đây, dự định của bọn điên cuồng ấy là như vậy đó! Họ không ngừng lại giữa đường đâu...